# Dear Science
Albums de TV on the Radio
Return to Cookie Mountain
(2006) Nine Types of Light
(2011)
Dear Science est un album du groupe TV on the Radio sorti le 22 septembre 2008.

## Liste des titres
1. Halfway Home – 5:32
2. Crying – 4:11
3. Dancing Choose – 2:56
4. Stork & Owl – 4:02
5. Golden Age – 4:12
6. Family Tree – 5:34
7. Red Dress – 4:25
8. Love Dog – 5:36
9. Shout Me Out – 4:16
10. DLZ – 3:49
11. Lover's Day – 5:54